# 수용액

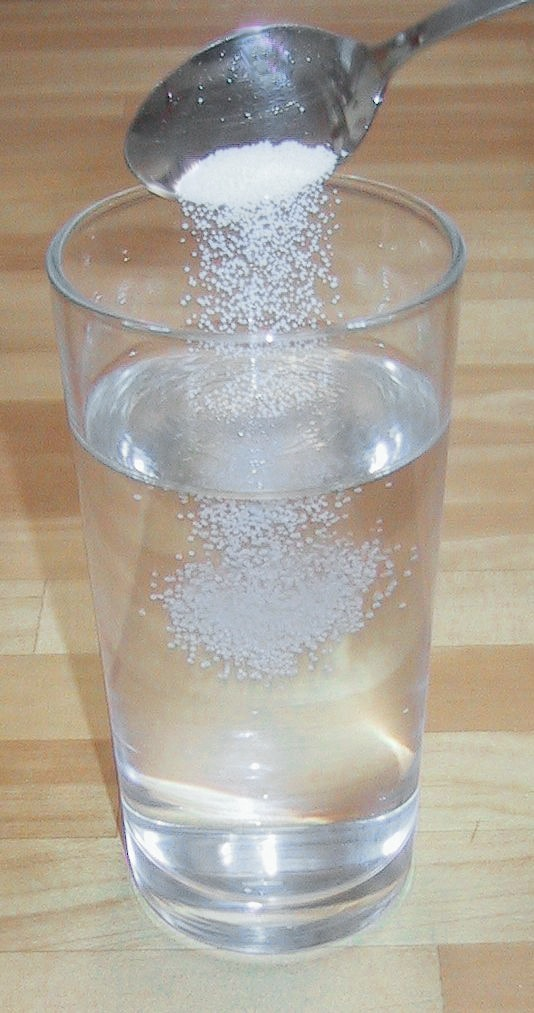

수용액(水溶液)은 물이 용매인 용액이다. 예를 들어 염화 나트륨 수용액 NaCl(s)+H2O (l)의 형태인 물질을 수용액이라고 한다. 간단히 aq.로 나타내기도 한다.

## 같이 보기
- 산-염기 반응
- 해리 (화학)
- 용해도